# Lista jednostek Armii Unii ze stanu Connecticut

Flaga stanowa Connecticut

Stan Connecticut na mapie USA

Lista jednostek Armii Unii ze stanu Connecticut w czasie wojny secesyjnej w latach 1861-1865.

## Piechota
- 1 Ochotniczy Pułk Piechoty Connecticut (3 miesiące)
- 2 Ochotniczy Pułk Piechoty Connecticut (3 miesiące)
- 3 Ochotniczy Pułk Piechoty Connecticut (3 miesiące)
- 4 Ochotniczy Pułk Piechoty Connecticut
- 5 Ochotniczy Pułk Piechoty Connecticut
- 6 Ochotniczy Pułk Piechoty Connecticut
- 7 Ochotniczy Pułk Piechoty Connecticut
- 8 Ochotniczy Pułk Piechoty Connecticut
- 9 Ochotniczy Pułk Piechoty Connecticut
- 10 Ochotniczy Pułk Piechoty Connecticut
- 11 Ochotniczy Pułk Piechoty Connecticut
- 12 Ochotniczy Pułk Piechoty Connecticut
- 13 Ochotniczy Pułk Piechoty Connecticut
- 14 Ochotniczy Pułk Piechoty Connecticut
- 15 Ochotniczy Pułk Piechoty Connecticut
- 16 Ochotniczy Pułk Piechoty Connecticut
- 17 Ochotniczy Pułk Piechoty Connecticut
- 18 Ochotniczy Pułk Piechoty Connecticut
- 19 Ochotniczy Pułk Piechoty Connecticut
- 20 Ochotniczy Pułk Piechoty Connecticut
- 21 Ochotniczy Pułk Piechoty Connecticut
- 22 Ochotniczy Pułk Piechoty Connecticut
- 23 Ochotniczy Pułk Piechoty Connecticut
- 24 Ochotniczy Pułk Piechoty Connecticut
- 25 Ochotniczy Pułk Piechoty Connecticut
- 26 Ochotniczy Pułk Piechoty Connecticut
- 27 Ochotniczy Pułk Piechoty Connecticut
- 28 Ochotniczy Pułk Piechoty Connecticut
- 29 Ochotniczy Pułk Piechoty Connecticut (ciemnoskórych)
- 30 Ochotniczy Pułk Piechoty Connecticut (ciemnoskórych)

## Kawaleria
- 1 Ochotniczy Pułk Kawalerii Connecticut

## Artyleria
- 1 Pułk Ciężkiej Artylerii Connecticut
- 2 Pułk Ciężkiej Artylerii Connecticut
- 1 Bateria Lekkiej Artylerii Connecticut
- 2 Bateria Lekkiej Artylerii Connecticut
- 3 Bateria Lekkiej Artylerii Connecticut